# Frieda Van Tyghem
Frieda Van Tyghem (1933) was verbonden aan het Nationaal Fonds van Wetenschappelijk Onderzoek (1958-1966) als wetenschappelijk onderzoeker en promoveerde in de kunstgeschiedenis en de oudheidkunde. Vanaf 1966 werkte zij aan de Rijks Universiteit Gent als eerstaanwezend assistent aan de RUG (1966-1968) en dan als werkleider en lector RUG. Ik 1977 doceerde ze tevens de Vrije Universiteit Brussel. Vanaf 1980 tot 1998 was zij directeur-diensthoofd Seminarie voor geschiedenis van de bouwkunst en de middeleeuwse archeologie aan de Universiteit Gent, in haar functie van hoogleraar Hoger Instituut voor Kunstgeschiedenis en Oudheidkunde (nu ere-hoogleraar architectuurgeschiedenis Vakgroep Kunst-, Muziek- en Theaterwetenschappen). Zij behoorde tot de eerste generaties vrouwen die doceerden aan de RUG Gent.

## Publicaties

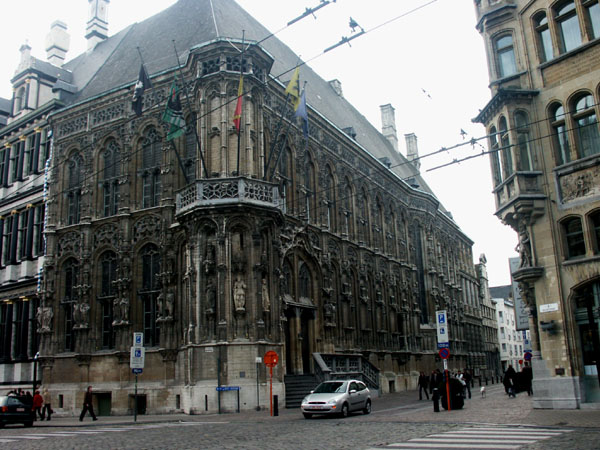
Stadhuis Gent, gotische vleugel

Frieda Van Tyghem publiceerde tijdens haar wetenschappelijke carrière vanaf de jaren zestig. Haar onderzoek richtte zich op de bouwkunst van de Middeleeuwen en meer bepaald de gotiek in Gent. Door haar uitgebreid bronnenonderzoek werd zij deskundige over de bouwwerven, steenhouwers en toestellen uit die periode. Ook de architectuur van de 18de en 19de eeuwse neo-stijlen werden haar interesseveld en in het bijzonder het werk van de Gentse architect Jean Pisson (1762-1818). Een aantal van haar publicaties betreffen Firmin De Smidt. Deze architect-geestelijke, was naast hoogleraar bouwkunde aan de Rijksuniversiteit Gent, tevens een invloedrijke persoonlijkheid en docent aan de Gentse Sint-Lucasschool.

## Lijst van publicaties[2]
- Frieda Van Tyghem, Het stadhuis van Gent : voorgeschiedenis, bouwgeschiedenis, veranderingswerken, restauraties, beschrijving, stijlanalyse /. lib.ugent.be (1978.). Gearchiveerd op 20 mei 2021. Geraadpleegd op 20 mei 2021.
- Van Tyghem, Frieda. Smidt, Firmin Jeanne Maurice De, Stadhuis van Gent, voorgeschiedenis en bouwgeschiedenis, bouwwerf, veranderingswerken, restauraties, beschrijving, stijlanalyse, Brussel: Paleis der Academiën, 2002.
- Frieda Van Tyghem, Hoogtepunten uit de Westerse architectuurgeschiedenis /. lib.ugent.be (1979.). Gearchiveerd op 20 mei 2021. Geraadpleegd op 20 mei 2021.
- Frieda Van Tyghem, Het stadhuis van Gent /. lib.ugent.be (1977.). Gearchiveerd op 20 mei 2021. Geraadpleegd op 20 mei 2021.
- Frieda Van Tyghem, Pisson, Jean Baptiste, architect /. lib.ugent.be (1970.). Gearchiveerd op 20 mei 2021. Geraadpleegd op 20 mei 2021.
- Frieda Van Tyghem, Bibliografie van de geschriften van em. prof. dr. Firmin De Smidt /. lib.ugent.be (1975.). Gearchiveerd op 20 mei 2021. Geraadpleegd op 20 mei 2021.
- Frieda Van Tyghem, Op en om de middeleeuwse bouwwerf : de gereedschappen en toestellen gebruikt bij het bouwen van de vroege middeleeuwen tot omstreeks 1600 : studie gesteund op beeldende, geschreven en archeologische bronnen /. lib.ugent.be (1966.). Gearchiveerd op 20 mei 2021. Geraadpleegd op 20 mei 2021.
- Frieda Van Tyghem. Jean-Baptiste Pisson (1763-1818) (PDF). Gearchiveerd op 7 mei 2022 "Architect, meester-timmerman en aannemer"